# Balclutha
Balclutha ist eine Stadt im Clutha District der Region Otago auf der Südinsel von Neuseeland. Sie ist Verwaltungssitz des Clutha District Councils.

## Namensherkunft
Der Ortsname erinnert an die schottischen Wurzeln der Einwanderer: Balclutha (anglisierte Form von gälisch Baile Chluaidh) = Stadt am Clyde. Heute hat sie den Beinamen The Big River Town.

## Geographie
Die Stadt liegt am Clutha River/Mata-Au, 80 km südwestlich von Dunedin. Balclutha gehört zu einem wohlhabenden Schafweidegebiet am New Zealand State Highway 1, der in der Region auch Southern Scenic Route genannt wird.
Balclutha ist außerdem an das Schienennetz der Main South Line angeschlossen, auf der der Personenverkehr des Southerner im Jahre 2002 allerdings eingestellt wurde. Auf der Strecke wird jedoch noch regelmäßig der Güterverkehr bewegt.

## Geschichte
James McNeil war 1852 der erste Siedler der Stadt. Er betrieb eine Fähre über den Clutha River/Mata-Au. Sein Sohn John McNeil wurde später Bürgermeister, als die Stadt fest in der Hand der Goldsucher war. 1868 wurde schließlich eine Brücke über den Clutha River/Mata-Au gebaut, die allerdings nur bis 1878 hielt, als eine Flut sie zerstörte. Die jetzige Balclutha Road Bridge wurde 1935 fertiggestellt. In den letzten Jahren hat man damit begonnen, den Fluss mit Staustufen und Wasserkraftwerken zu nutzen.
In den Ablagerungen des Clutha River/Mata-Au und seinen Nebenflüssen hat man zu Beginn des 20. Jahrhunderts Gold gefunden. Noch heute erinnern Schuttberge an diese Zeit. Aber auch heute geht die Suche nach dem Edelmetall weiter.

## Verkehr
Balclutha liegt an der Bahnstrecke Lyttelton–Invercargill. Die Eisenbahn erreichte den Ort 1875. Nachdem im Februar 2002 der Southerner eingestellt wurde, findet hier heute ausschließlich Güterverkehr statt.

## Söhne und Töchter der Stadt
- Robert Webster (* 1932), Virologe und Experte auf dem Gebiet der Influenza-Viren
- Gordon McCauley (* 1972), Radrennfahrer